# ユハニ (小惑星)
ユハニ (2487 Juhani) は小惑星帯の小惑星である。ヘイッキ・アリコスキがフィンランドのトゥルクで発見した。
アリコスキの息子に因んで名付けられた。